# Chilling effect
Er is sprake van een chilling effect (letterlijk “afkoelend effect”) wanneer op iemand druk wordt uitgeoefend om af te zien van het gebruik van zijn/haar rechten, door te dreigen met een sanctie of procedure. Het begrip stamt uit het Angelsaksisch recht. Het Amerikaans rechtssysteem bedoelt met chilling effect het verhinderen of ontmoedigen van het legitiem gebruik van een grondwettelijk recht, met name de vrije meningsuiting, door de mogelijkheid van of dreiging met vervolging of sanctie langs juridische weg.
Het chilling effect kan veroorzaakt worden door het invoeren van een wet, het vonnis van een rechtbank, of het dreigen met een rechtszaak, bijvoorbeeld een SLAPP-rechtszaak wegens smaad. 
Maar ook buiten het juridisch kader kan sprake zijn van een chilling-effect: 
- Personen die weten dat ze gesurveilleerd worden (videocamera, internet), zijn geneigd bepaalde gedragingen te onderdrukken en zichzelf te “corrigeren”[2]
- Sommige regeringen zien zich gedwongen milieuregels in te trekken uit vrees voor schadeclaims op grond van de clausules inzake investeerder-staatarbitrage in vrijhandelsverdragen.[3]

In het Britse Parlement werd een gelijkaardige vrees uitgesproken bij de onderhandelingen over het Trans-Atlantisch Vrijhandels- en Investeringsverdrag (TTIP).
Intussen is het chilling effect ook als rechtsgrond erkend door onder meer het Europees Hof voor de Rechten van de Mens, met name in het Arrest-Goodwin.

## Chilling effects op wikipedia-gebruikers
Edward Snowden onthulde in 2013 dat het Upstream-programma van de National Security Agency (NSA) gegevens verzamelde over mensen die Wikipedia-artikelen lazen. Deze onthulling had een merkbaar effect van zelfcensuur van de lezers, zoals blijkt uit het feit dat er aanzienlijk minder weergaven waren voor artikelen met betrekking tot terrorisme en veiligheid. Dit leidde in 2015 tot de rechtszaak Wikimedia Foundation v. NSA.